# 池田源英
池田 源英（いけだ げんえい、1946年 - ）は、日本のはり絵作家、イラストレーター。

## 来歴
神奈川県出身。駒澤大学文学部史学科卒業。大学入学後、日美（日本通信美術学園）の通信教育がきっかけで美術に目覚める。1965年第20回日美展特選、翌1966年日美奨学賞を受賞。卒業後、広告代理店勤務、デザイン会社を経て、はり絵作家として独立。絵本や雑誌に多数の童画を発表。作品は、はり絵ながら光と影の微妙なコントラストを含んで豊かな情感を紡ぎだす。30代で入会した童美連（日本児童出版美術家連盟）では、師と仰ぐ「おぼまこと」をはじめ多くの童画作家と出会い、勉強会やグループ展などを行う。
『ゆきんこのはなし』（チャイルド本社）、『かもとりごんべえ』『ドン・キホーテ』（共に世界文化社）など多数の絵本の他、東海道五十三次、東京タワーのシリーズでは新境地を開き、また、キャラクター商品をはじめレコードジャケットや教科書のイラストを手掛ける。日本児童出版美術家連盟、現代童画会会員、創作鬼の会同人、日本デザイナー学院講師。

## 作品
- 『子守学校』文学の館（菅生浩・作）ポプラ社  1980/12[5]
- 『子守学校の女先生』文学の館（菅生浩・作）ポプラ社 1981/12
- 『さいなら子守学校』文学の館（菅生浩・作）ポプラ社 1982/12
- 『ガイコツなんかこわくない』（五十嵐秀男・作）草炎社 1989/6
- 『ゆきんこのはなし　ゆきむすめ』日本の昔話(武鹿悦子・文）チャイルド本社 1993/12
- 『くろうしカーラカ』絵本インド昔話　ひらのいくこ文　鈴木出版 1988
- 『雲からつきでた足の話』（西本鶏介・作）国土社 1988
- 『かもとりごんべえ』世界文化社
- 『ドン・キホーテ』ワンダーおはなし館1（セルバンテス原作、伊藤アキラ文）世界文化社 1997
- 『伝承犬棒かるた』鈴木出版 1998/5/1
- 【はじめてであう俳句と和歌の本】シリーズ（桜井信夫・編作）あすなろ書房
  - 5『はじめてであう和歌の本・冬と春の歌』
  - 6『はじめてであう和歌の本・夏と秋の歌』
  - 7『はじめてであう和歌の本・心の歌Ⅰ』
  - 8『はじめてであう和歌の本・心の歌Ⅱ』